# Adunare
Adunarea este o operație aritmetică elementară care totalizează două sau mai multe numere, numite „termenii adunării” într-o singură valoare, numită suma sau „totalul” respectivelor numere.
Adunarea numerelor naturale formează o structură algebrică de monoid.

## Numărarea
Număratul este o formă simplă a adunării, prin care se adună mereu numărul "unu" la un total anterior. Înmulțirea poate fi și ea considerată o adunare repetată - ea implică adunarea unui număr cu el însuși de mai multe ori.
Numerele mici sunt ușor de recunoscut. Modelele pe care le alcătuiesc trei sau patru lucruri se recunosc repede, deci nu este nevoie să fie numărate. Dar număratul este esențial, de exemplu, pentru a putea spune dacă dintr-o turmă mare lipsește sau nu o oaie. Un mod primitiv de a număra a fost prin folosirea unei pietricele pentru reprezentarea fiecărui obiect, o corespondență biunivocă. Un săculeț cu pietricele putea să reprezinte o turmă de oi, iar numărul oilor putea fi verificat oricând, văzându-se dacă pentru fiecare piatră există o oaie.

## Sisteme de numerație

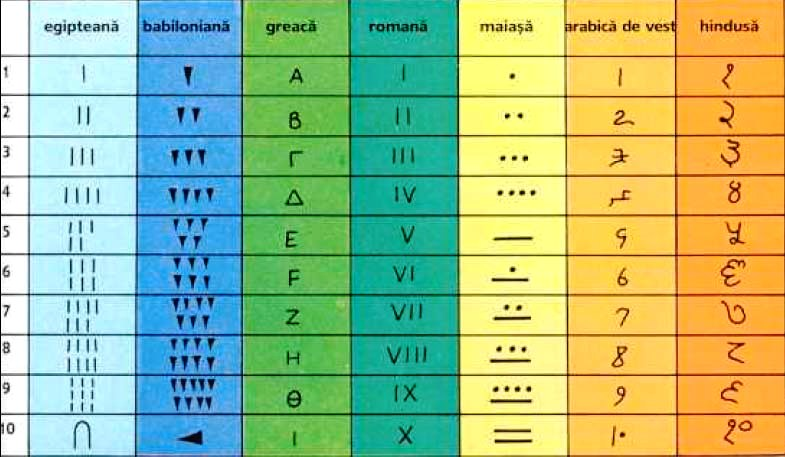
Numeralele de la 1 la 10 folosite azi în societățile vestice, în comparație cu cele ale altor civilizații. Cifrele pe care le folosim seamănă mult cu cele din Arabia de Vest

Folosirea câtorva pietricele pentru a indica un număr de obiecte este atât simplă, cât și convenabilă. Insă dificultățile apar cu numerele mari. Chiar dacă am putea găsi destule pietricele pentru a reprezenta numărul, s-ar putea să nu le putem duce. Unele societăți numărau pe degetele mâinilor, dar nu puteau să treacă de zece. Altele extindeau numărătoarea pe (degetele picioarelor, dar atunci aveau probleme cu numerele peste 20.
Soluția acestui impas impunea a număra până la zece pe mâini și apoi de a începe din nou, păstrând separat socoteala numărului de zeci numărate. In unele regiuni, o persoană număra unitățile, iar altă persoană număra zecile. Un sistem de numerotare bazat pe zeci a fost deci o dezvoltare
firească din folosirea mâinilor pentru numărat. Dar existau câteva abateri de la acest sistem. De exemplu, cu 4.000 de ani în urmă, babilonienii își bazau numărătoarea pe zeci, până la numărul 60. Un rezultat al acestui fapt este că în prezent avem un sistem temporal cu 60 de secunde într-un minut și 60 de minute într-o oră.
O dată cu dezvoltarea limbilor, oamenii au putut să folosească cuvintele pentru a reprezenta numere. Astfel nu era nevoie să se arate degetele, pietricelele sau obiectele în sine pentru a spune oamenilor câte sunt. Numerele puteau fi, de asemenea, comunicate prin picturi, desene sau simboluri. Un mod de a comunica numărul oilor dintr-o turmă este de a picta sau desena grupul de animale. Dar este mult mai rapid să se folosească un fel de simboluri pentru a reprezenta numerele. Egiptenii foloseau o serie de linii simple pentru numerele până la nouă și apoi un simbol special pentru zece. Babilonienii aveau un sistem similar, pe când romanii au introdus un simbol  nou când numărătoarea ajungea la cinci. Alții aveau un simbol separat pentru fiecare număr până la nouă, ca și în sistemul arabic pe care îl folosim astăzi, iar grecii aveau și ei un simbol special pentru zece.

## Ținerea socotelii
Deși putem să numărăm obiecte rostind pe rând, sau doar gândind, cuvântul corespunzător fiecărui număr, oamenii adesea folosesc o oarecare formă de ajutor fizic. De exemplu, ei pot să-și folosească degetele pentru a ține socoteala unităților, pentru ca în cazul în care li se distrage atenția pentru o clipă să poată relua numărătoarea din punctul potrivit. Iar dacă numără încet sau neregulat, ca la marcarea scorului într-un joc, ei pot să aibă nevoie de o evidență scrisă, sau să indice scorurile folosind semne pe o tablă.
În meciurile de cricket, unii arbitri țin socoteala numărului bilelor aruncate într-o partidă recurgând la tehnica antică de folosire a
pietricelelor la numărat. La aruncarea fiecărei bile ei mută o pietricică dintr-un buzunar în altul. Există o pietricică pentru fiecare bilă, astfel că la golirea primului buzunar partida s-a încheiat.
Pentru a face mai ușoară numărătoarea cu pietricele, cu mult înaintea erei calculatoarelor mecanice, acestea erau uneori puse pe coloane separate pe o placă, pentru a indica unitățile, zecile, sutele și așa mai departe. Pentru a păstra pietricelele în coloanele potrivite, cineva s-a gândit să facă o serie de șanțuri în placă. Orice pietricele incluse în numărătoare erau mutate de-a lungul șanțurilor.
Cu aproximativ 5.000 de ani în urmă, folosirea pietricelelor a fost înlocuită cu bile. Acestea erau înșirate pe o serie de sârme sau nuiele subțiri din lemn, fixate într-6 ramă. Simplitatea, ieftinătatea și utilitatea acestei numărătoare și calculator portabil, numită abac, i-au asigurat supraviețuirea de-a lungul secolelor. Abacul mai este încă larg folosit în unele țări estice.

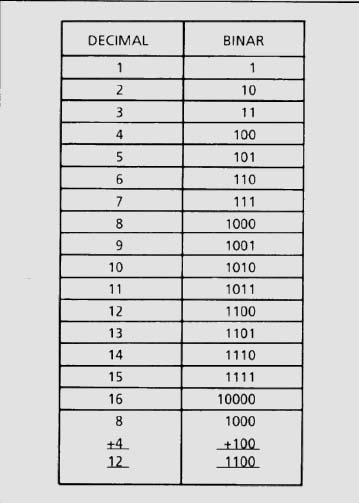
Aceasta tabelă compară câteva numere zecimale (bazate pe 10) și câteva numere binare (bazate pe 2).

Termenul de calculator mecanic se referă de obicei la un dispozitiv cu roți dințate rotative. Primul calculator de acest fel a fost inventat în Franța, în anul 1642, de către Blaise Pascal. El 1-a conceput pentru tatăl său, care era perceptor.
La începutul anilor 1900, mașinile mecanice de calculat cu acționare manuală erau larg folosite. Pentru a aduna numere pe un calculator de birou tipic, primul număr se fixa pe o claviatură și apoi se rotea o manivelă. Aceasta acționa un șir de roți dințate, care se roteau cu valori corespunzătoare cifrelor din număr. Apoi procesul se repeta cu mai multe numere, roțile dințate înregistrând suma totală, care putea fi citită de pe un afișaj în orice fază. Rotirea manivelei de mai multe ori cu același set de numere avea ca rezultat înmulțirea, prin adunarea repetată a numărului.
Curând s-au introdus motoare electrice pentru a grăbi acțiunea calculatoarelor mecanice și s-au încorporat imprimatoare încastrate în unele mașini pentru a asigura înregistrarea permanentă a calculelor.

## Calculatoare
Mecanismele calculatoarelor mecanice trebuiau să fie tot timpul pornite, rotite și oprite. Inerția părților mobile limita viteza cu care puteau fi efectuate asemenea operații și, deci, și viteza de lucru a calculatoarelor. Aceste probleme au fost eliminate o dată cu introducerea în anii 1940 a calculatoarelor electronice. Folosind numere binare — un sistem de numărare bazat pe doar două cifre — electronii care se deplasau în circuite îndeplineau sarcina efectuată anterior de părțile mecanice. Viteza cu care funcționau calculatoarelor a arătat că începuse o mare revoluție în tehnologie. Cu mulți ani mai târziu, această tehnologie de bază, dar în formă miniaturizată, a oferit încă o unealtă pentru lucrul cu numerele — calculatorul de buzunar.